# Ahalgori
Ahalgori (grúz írással ახალგორი, oszétul Leningor, cirill írással Ленингор) egy város Grúzia Mcheta-Mtianeti tartományában, ám 2008 óta a korlátozottan elismert Dél-Oszétia része, annak talán egyetlen jelentős városa Chinvali után.

## Földrajza
Ahalgori a Kaukázus hegyei között helyezkedik el, Dél-Oszétia délnyugati részén, a dél-oszét-grúz tűzszüneti vonaltól hat kilométerre. A város mellett folyik el a Kszani folyó. A várostól északra és nyugatra magashegységek találhatóak, gyéren lakott vidékekkel, délre Tbiliszi 60 kilométerre.

## Története
A város nevének jelentése új hegy. A 18. században említik először, később az Erisztavi nemesi család székhelye a szovjet hódításig (1921). Utána a település neve Leningor lett, és a Dél-Oszét Autonóm Kerület része lett. Ezalatt az idő alatt sok oszét vándorolt ide Észak-Oszétiából a jobb földrajzi fekvés miatt. Bár a grúz közigazgatás 1990-ben visszanevezte Ahalgorira, a területen a mai napig a Leningor név használatos.
A város az 1991-es dél-oszét szeparáció után is grúz kézen maradt, ám 2008-ban, a grúz-orosz háborúban az orosz támadások során az orosz-oszét csapatok elfoglalták Ahalgorit és környékét, majd hivatalosan is visszanevezték Leningorra.

## Demográfia
A háború előtt a város 7,700 lakóval rendelkezett, melyből 6,520 volt grúz és 1,110 volt oszét, és a háború után is feltételezhető a grúz többség, bár sokan menekültek Grúziába.
A két etnikum között hagyományos a jó viszony a városban, melyet a konfliktusok sem tudtak kikezdeni.

## Gazdaság
A város jóformán egyetlen munkáltatója a Lomiszi sörgyár maradt, mely a városban üzemel.
1. ↑  http://ugosstat.ru/wp-content/uploads/2017/06/Itogi-perepisi-RYUO.pdf. [2017. augusztus 7-i dátummal az eredetiből archiválva].